# Al-Kata
Al-Kata (arab. القطعة) – miejscowość w Syrii, w muhafazie Dajr az-Zaur. W 2004 roku liczyła 8251 mieszkańców.